# تيري هاربر
تيري هاربر (بالفرنسية: Terry Harper)‏ (و. 1940  م) هو لاعب هوكي الجليد كندي، ولد في ريجاينا، مركز لعبه هو مدافع ‏.

## جوائز
حصل على جوائز منها:
- كأس ستانلي.

## روابط خارجية
- تيري هاربر على موقع دوري الهوكي الوطني (الإنجليزية)
- تيري هاربر على موقع EliteProspects.com (الإنجليزية)
- تيري هاربر على موقع HockeyDB.com (الإنجليزية)
- تيري هاربر على موقع Hockey-Reference.com (الإنجليزية)